# La puerta del colegio
"La puerta del colegio" es una canción de la banda mexicana de pop Magneto. Lanzado a finales de marzo de 1992 por la discográfica Sony Discos/Columbia como el cuarto sencillo oficial del disco Vuela, vuela. La canción fue escrita por Alberto Estébanez y Mikel Herzog. Esta canción también fue otro éxito más de la banda así como también del álbum y se posicionó como por más de un mes en radios nacionales.

## Videoclip
Se grabó en 1992 y se puede mostrar a la banda estando en varios ligares como en la playa, en la calle y un colegio como menciona la canción y ligando con unas chicas Alan y Charlie.

## Lista de canciones

### Sencillo - CD[6]
| A la puerta del colegio — Single |                           |          |  |
| N.º                              | Título                    | Duración |  |
| 1.                               | «A la puerta del colegio» | 3:54     |  |

## Promoción
La canción también formó parte de los 90's Pop Tour junto con otros éxitos más de la banda y de otros artistas y grupos musicales que marcaron esta década.

## Posicionamiento en listas
| Lista (1990)                 | Posición |
| ---------------------------- | -------- |
| Billboard Hot Latin Songs[9] | 14       |